# Campionati europei di ciclismo su strada 2009
I Campionati europei di ciclismo su strada 2009 si disputarono a Hooglede, in Belgio, tra il 1º e il 5 luglio 2009.

## Eventi

### Cronometro individuali
Mercoledì 1º luglio
- 10:00 Uomini Juniors, 28,100 km
- 15:00 Donne Under 23, 28,100 km

Giovedì 2 luglio
- 10:00 Donne Juniors, 12,000 km
- 15:00 Uomini Under-23, 37,000 km

### Corse in linea
Sabato 4 luglio
- 10:00 Uomini Juniors, 135,300 km
- 14:30 Donne Under-23, 135,300 km

Domenica 5 luglio
- 10:00 Donne Juniors, 63,300 km
- 13:30 Uomini Under-23, 175,500 km

## Medagliere
| Pos.   | Nazione     | Oro | Argento | Bronzo | Totale |
| ------ | ----------- | --- | ------- | ------ | ------ |
| 1      | Paesi Bassi | 2   | 2       | 2      | 6      |
| 2      | Italia      | 2   | 0       | 1      | 3      |
| 3      | Regno Unito | 1   | 1       | 0      | 2      |
| 4      | Francia     | 1   | 0       | 3      | 4      |
| 5      | Belgio      | 1   | 0       | 0      | 1      |
| 5      | Germania    | 1   | 0       | 0      | 1      |
| 7      | Polonia     | 0   | 1       | 0      | 1      |
| 7      | Russia      | 0   | 1       | 0      | 1      |
| 7      | Lussemburgo | 0   | 1       | 0      | 1      |
| 7      | Ucraina     | 0   | 1       | 0      | 1      |
| 7      | Svezia      | 0   | 1       | 0      | 1      |
| 12     | Danimarca   | 0   | 0       | 2      | 2      |
| Totale | Totale      | 8   | 8       | 8      | 24     |

## Sommario degli eventi
| Eventi                 | Oro                            | Tempo                       | Argento                        | Tempo | Bronzo                          | Tempo   |
| Uomini Under-23        |                                |                             |                                |       |                                 |         |
| Gara in linea dettagli | Kris Boeckmans Belgio          | 3h59'07" Media 43,912 km/h  | Jarosław Marycz Polonia        | s.t.  | Sacha Modolo Italia             | s.t.    |
| Cronometro dettagli    | Marcel Kittel Germania         | 47'24"234 Media 49,363 km/h | Timofej Krickij Russia         | 0"750 | Rasmus Quaade Danimarca         | a 1"    |
| Uomini Juniors         |                                |                             |                                |       |                                 |         |
| Gara in linea dettagli | Luca Wackermann Italia         | 3h10'30" Media 42,520 km/h  | Barry Markus Paesi Bassi       | s.t.  | Arnaud Démare Francia           | s.t.    |
| Cronometro dettagli    | Joseph Perrett Regno Unito     | 34'58" Media 48,04 km/h     | Bob Jungels Lussemburgo        | a 16" | Kevin Labèque Francia           | a 18"   |
| Donne Under-23         |                                |                             |                                |       |                                 |         |
| Gara in linea dettagli | Chantal Blaak Paesi Bassi      | 3h38'32" Media 37,065 km/h  | Katie Colclough Regno Unito    | a 58" | Marianne Vos Paesi Bassi        | a 1'03" |
| Cronometro dettagli    | Ellen van Dijk Paesi Bassi     | 36'41"                      | Emilia Fahlin Svezia           | a 20" | Marianne Vos Paesi Bassi        | a 24"   |
| Donne Juniors          |                                |                             |                                |       |                                 |         |
| Gara in linea dettagli | Elena Cecchini Italia          | 1h34'46"                    | Laura van der Kamp Paesi Bassi | a 1"  | Pauline Ferrand-Prévot Francia  | s.t.    |
| Cronometro dettagli    | Pauline Ferrand-Prévot Francia | 16'55" Media 42,553 km/h    | Hanna Solovey Ucraina          | a 1"  | Maria Grandt Petersen Danimarca | a 30"   |